# Génération (physique des particules)
En physique des particules, une génération est une division des particules élémentaires.
Ces particules diffèrent en fonction de leurs saveurs et de leurs masses mais leurs interactions élémentaires sont les mêmes.

## Trois générations connues
Dans le modèle standard de la physique des particules, les fermions sont classés en trois familles ou générations. 

Chacune d'elles comprend deux quarks (respectivement les up u et down d, les strange s et charm c, et les bottom b et top t) ; un lepton chargé (respectivement l'électron e–, le muon μ– et le tau τ–) ; et un neutrino ν (respectivement le neutrino électronique νe, le neutrino muonique νμ et le neutrino tauique ντ). Ainsi que les antiparticules associées.